# Amaloxenops
Amaloxenops es un género de arañas araneomorfas de la familia Hahniidae. Se encuentra en Argentina.

## Lista de especies
Según The World Spider Catalog 12.0:
- Amaloxenops palmarum (Schiapelli & Gerschman, 1958)
- Amaloxenops vianai Schiapelli & Gerschman, 1958